# Английские языки (кластер)
Английские языки (англ. Anglic languages), или островные германские языки, представляют собой группу языковых разновидностей, включая древнеанглийский язык и его производные. К ним относят среднеанглийский, ранненовоанглийский и современный английский язык, а также раннешотландский, среднешотландский и новошотландский (шотландский) и ныне вымершие йола и фингальский на территории Ирландии.
В свою очередь креольские языки, основанные на английском языке, обычно не включаются в список, поскольку от английского языка происходит лишь их лексика, а не языковая структура.
| Древнеанглийский язык            | Древнеанглийский язык            | Древнеанглийский язык                               | Древнеанглийский язык                               | Древнеанглийский язык                        | Древнеанглийский язык                               |
| -------------------------------- | -------------------------------- | --------------------------------------------------- | --------------------------------------------------- | -------------------------------------------- | --------------------------------------------------- |
| Нортумбрийский диалект           | Нортумбрийский диалект           | Мерсийский и Кентский диалекты                      | Мерсийский и Кентский диалекты                      | Уэссекский диалект                           | Уэссекский диалект                                  |
| Ранний северный среднеанглийский | Ранний северный среднеанглийский | Ранний центральный и юго-восточный среднеанглийский | Ранний центральный и юго-восточный среднеанглийский | Ранний южный и юго-западный среднеанглийский | Ранний южный и юго-западный среднеанглийский        |
| Раннешотландский                 | Северный среднеанглийский        | Центральный среднеанглийский                        | Юго-Восточный среднеанглийский                      | Южный среднеанглийский                       | Юго-Западный среднеанглийский                       |
| Среднешотландский                | Северный ранненовоанглийский     | Центральный ранненовоанглийский                     | Ранненовоанглийский в Метрополии                    | Южный ранненовоанглийский                    | Юго-Западный ранненовоанглийский, Йола, Фингальский |
| Новошотландский                  | Северный новоанглийский          | Восточный и западный новоанглийский                 | Стандартный новоанглийский                          | Южный новоанглийский                         | Уэст-Кантри, новоанглийский                         |